# 岡部長寛
岡部 長寛（おかべ ながひろ）は、江戸時代後期の大名。和泉国岸和田藩の第12代藩主。官位は正五位筑前守。岸和田藩岡部家13代。

## 生涯
第9代藩主・岡部長慎の次男として岸和田城にて誕生。幼名は第二郎。母は側室。10代藩主・長和の弟で、11代藩主・長発の兄に当たる。
長兄・長和がいたため、本家の家督を継ぐことはできず、天保2年（1831年）12月27日に分家の旗本・岡部長貞の養嗣子となる。後に小姓となる。天保9年12月16日、従五位下・筑前守に叙任する。しかし、安政2年（1855年）2月25日、本家の家督を継いでいた弟の長発が早世し、長発の子である長職も幼少だったため、本家の家督を継ぐこととなった。
幕末の動乱の中で、藩政においては軍政改革や藩校・講習館の増築を行なって修武館と改名するなどしている。当初佐幕派として行動していたが、戊辰戦争が起こると新政府側に与した。慶応4年（1868年）4月7日、新政府に献金を申し出る。同年6月、老臣岡部正路の処罰をめぐる藩内の対立により、新政府が調査に乗り出す。同年9月5日、家中の取締りを問題とされて、新政府から差控を命じられる。同年9月20日、隠居を願い出る。明治元年12月28日（1869年）、隠居を許可されて、養子の長職に家督を譲った。
明治20年（1887年）2月3日、79歳で死去した。墓所は千葉県野田市の海福寺。

## 系譜
- 父：岡部長慎（1787-1859）
- 母：側室
- 養父：岡部長貞
- 正室：岡部長貞娘
- 生母不明の子女
  - 長男：内藤信美（1857-1925） - 内藤信思の養子
  - 次男：岡部長興
  - 三男：朝比奈長融
  - 女子：簾子 - 板倉勝己正室、のち松平乗命継室
  - 女子：鎮姫 - 松平直致正室
  - 女子：岡部長道室 - のち渋谷達性室
- 養子
  - 男子：岡部長職（1855-1925） - 岡部長発の長男